# هارتس ۱۰۲۴۹
سیارک ۱۰۲۴۹ (به انگلیسی: 10249 Harz، نامگذاری:9515P-L) ده هزار و دویست و چهل و نهمین سیارک کشف شده‌است که در ۱۷ اکتبر ۱۹۶۰ کشف شد.